# HD128697
HD128697 — хімічно пекулярна зоря спектрального класу B9, що має видиму зоряну величину в смузі V приблизно  9,8.
Вона  розташована на відстані близько 1606,7 світлових років від Сонця.

## Пекулярний хімічний склад
Зоряна атмосфера HD128697 має підвищений вміст 
Si
.